# Andy McCulloch
Andy McCulloch, egentlig Andrew McCulloch, (født 19. november 1945 i Bournemouth, England) er en britisk trommeslager, der var aktiv i 1970'erne. Han huskes bedst som trommeslager i overgangsudgaven fra 1970 af King Crimson på ét album, Lizard, selvom han har spillet med grupper så forskellige som Greenslade og Manfred Mann.
McCulloch, der er fra det samme område i Dorset som grundlæggeren af King Crimson, Robert Fripp, havde spillet trommer sammen med Manfred Mann på deres album fra 1970, Chapter Three Vol. 2, inden han kom med i King Crimson i april 1970, kun få uger efter at den oprindelige trommeslager, Michael Giles, havde forladt gruppen. Sanger og bassist Gordon Haskell forlod King Crimson i november 1970, hvilket førte til gruppens opløsning og også til McCullochs farvel.
McCulloch bevægede sig ikke langt væk fra den mere progressive side af rockmusikken. Ti måneder efter han havde forladt King Crimson, dukkede han op i den kortlivede gruppe Fields, inden han skiftede til Greenslade i efteråret 1972, hvor han blev til 1975. Udover genudgivelser af hans King Crimson-numre har han sidst spillet sammen med tidligere guitarist i Genesis, Anthony Phillips på en række bånd, der blev udgivet i 1980 som en del af Phillips' udforskning af sin egen musikalske fortid. Avisen The Guardian beskrev ham som en af de dygtigste og mest innovative trommeslagere indenfor rock og jazz, men McCulloch forlod musikken for hellige sig en af sine andre store lidenskaber: Sejling.